# BMW F15
La BMW F15 è la terza generazione della BMW X5, un'autovettura di tipo SUV di segmento E prodotta dalla casa automobilistica tedesca BMW dal 2013 al 2018.

## Profilo

### Debutto
La terza generazione del grosso SUV della casa dell'elica viene svelata il 30 maggio del 2013 con la diffusione in rete delle prime foto ufficiali. La vettura ha fatto il suo ingresso nel listino tedesco a partire al luglio dello stesso anno, mentre nel listino italiano è entrata a partire dal mese di settembre. Sempre a settembre, e più precisamente tra il 12 settembre ed il 22, si è avuta la presentazione della vettura al Salone di Francoforte.

### Design esterno ed interno

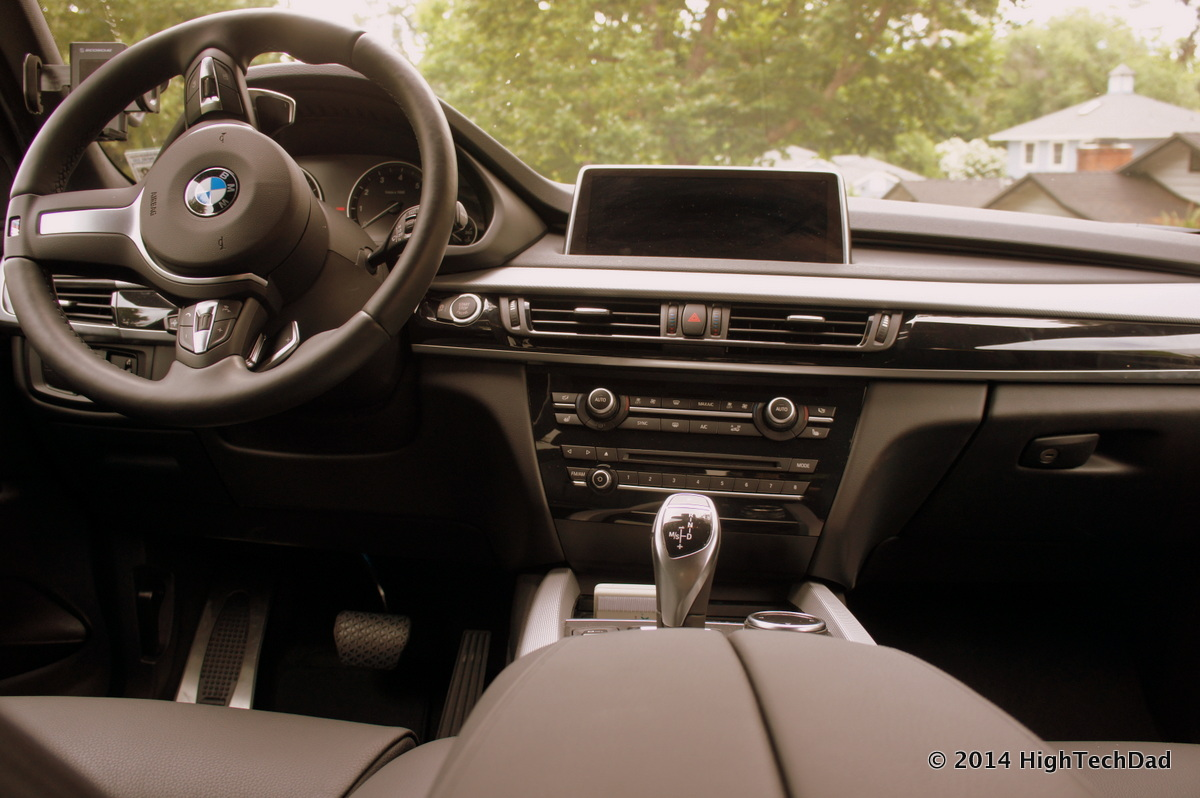
Abitacolo di una BMW X5 xDrive 35i del 2014

In generale l'impostazione del corpo vettura della F15 riprende quella del modello precedente, la E70, ma con aggiornamenti stilistici volti ad attualizzarne l'aspetto. Il frontale è reso più massiccio dalla soluzione dei fari anteriori che si allungano verso il centro fino a toccare la calandra, una soluzione già sperimentata nella serie 3 F30 e nella sua variante coupé, la Serie 4. Proprio la calandra risulta di dimensioni sensibilmente superiori rispetto a quella della precedente X5. Anche lo stesso paraurti anteriore, pur visibilmente aggiornato, sembra richiamare gli schemi del modello uscente per via di soluzioni stilistiche come i faretti fendinebbia posti appena sotto i gruppi ottici e le prese d'aria sottostanti divise in due da un listello orizzontale. Poche ed appena accennate le novità stilistiche rivelate dalla vista laterale: la più evidente di queste è il cosiddetto Air Breather, una presa d'aria posta appena dietro il passaruota anteriore che ha una funzione aerodinamica e che ha debuttato quasi in contemporanea sulla Serie 4. A tale proposito vale la pena citare il valore del Cx, pari a 0.31, un valore notevole per un SUV di grossa taglia. Altre differenze rispetto alla E70 si ritrovano negli indicatori di direzione migrati dal parafango verso la calotta dello specchietto retrovisore. Inoltre la modanatura che nella E70 stava nella zona inferiore delle portiere, nella F15 è semplicemente scomparsa. La parte posteriore è caratterizzata in dal disegno dei gruppi ottici, sempre ad "L", ma con un taglio più moderno. Leggermente ridisegnato anche il paraurti, specie nella parte inferiore.
Gli interni propongono grosso modo l'impostazione dei modelli BMW lanciati negli anni immediatamente precedenti e rispetto agli interni della precedente X5 risultano stilisticamente molto più moderni. Tra le nuove soluzioni adottate vi sono lo schermo del sistema multimediale montato sopra la plancia anziché essere integrato all'interno di essa, o anche il disegno stesso della plancia a strati disposti ad effetto tridimensionale. Nel complesso l'abitabilità della X5 F15 è aumentata ed il vano bagagli vanta una volumetria di 650 litri, espandibili 1.870 abbattendo lo schienale posteriore. A richiesta, però, l'ampio bagagliaio può essere utilizzato come alloggiamento per una terza fila di due sedili, esattamente come nella E70. In questo modo si perpetua la rivalità con le altre SUV tedesche di fascia di mercato analoga, ma così facendo la capacità del bagagliaio con tutti i sette posti in posizione si riduce a 230 litri, comunque più dei 200 litri che offriva la E70.

### Struttura e motori

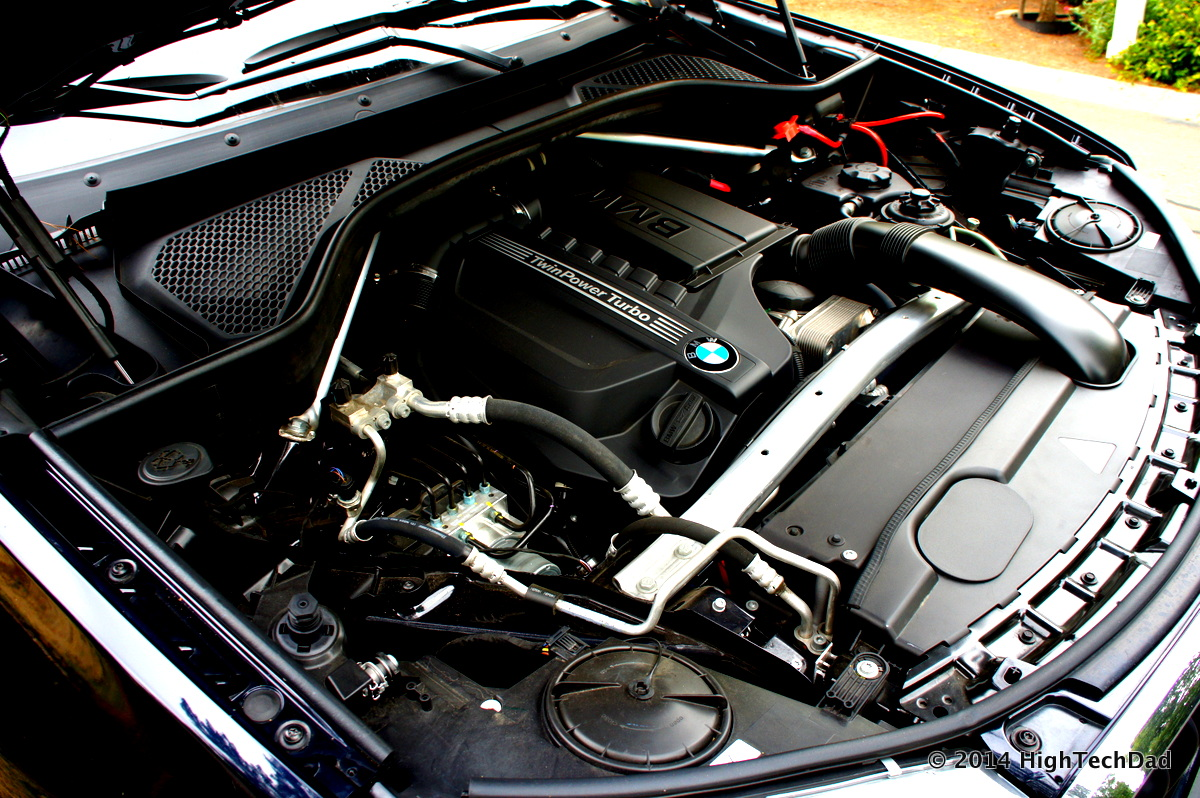
Dettaglio del cofano motore di una X5 xDrive 35i

La struttura della X5 terza serie ha fatto largo uso di materiali leggeri: per le zone che richiedono più robustezza sono stati impiegati acciai ad alta resistenza di ultima generazione, più resistenti ma anche più leggeri rispetto agli acciai tradizionali. I pannelli laterali della carrozzeria sono in materiale termoplastico ed il cofano motore è in lega di alluminio, mentre per altri componenti come ad esempio il cruscotto è stata utilizzata una lega in magnesio. In realtà il risparmio di peso non è stato eccezionale, poiché si parla mediamente di 90 kg su un corpo vettura di oltre due tonnellate a secco. Niente a che vedere, ad esempio, con i ben 420 kg in meno ottenuti dalla contemporanea rivale Range Rover nel suo passaggio dalla terza alla quarta generazione. In ogni caso è apprezzabile lo sforzo dei progettisti BMW in tale direzione.
Al suo debutto la X5 F15 è stata proposta in tre motorizzazioni, una a benzina e due a gasolio:
- xDrive50i: è il motore V8 N63 da 4395 cm³ con doppia sovralimentazione twin scroll e potenza massima di 450 CV;
- xDrive30d: si tratta di un motore N57 turbodiesel common rail da 2993 cm³ in grado di erogare una potenza massima di 258 CV;
- M50d: è la motorizzazione tecnicamente più interessante poiché è una variante a tripla sovralimentazione del motore della xDrive30d. Grazie ai tre turbocompressori la potenza del 3 litri a gasolio sale fino a 381 CV.

Per tutte e tre le versioni è previsto un cambio automatico Steptronic ad 8 rapporti.

## Evoluzione
La produzione avviene nello stabilimento BMW di Greer, nella Carolina del Sud (USA). Per la vettura le ordinazioni si sono aperte dal mese di luglio del 2013, ma l'avvio della commercializzazione è avvenuto a novembre.

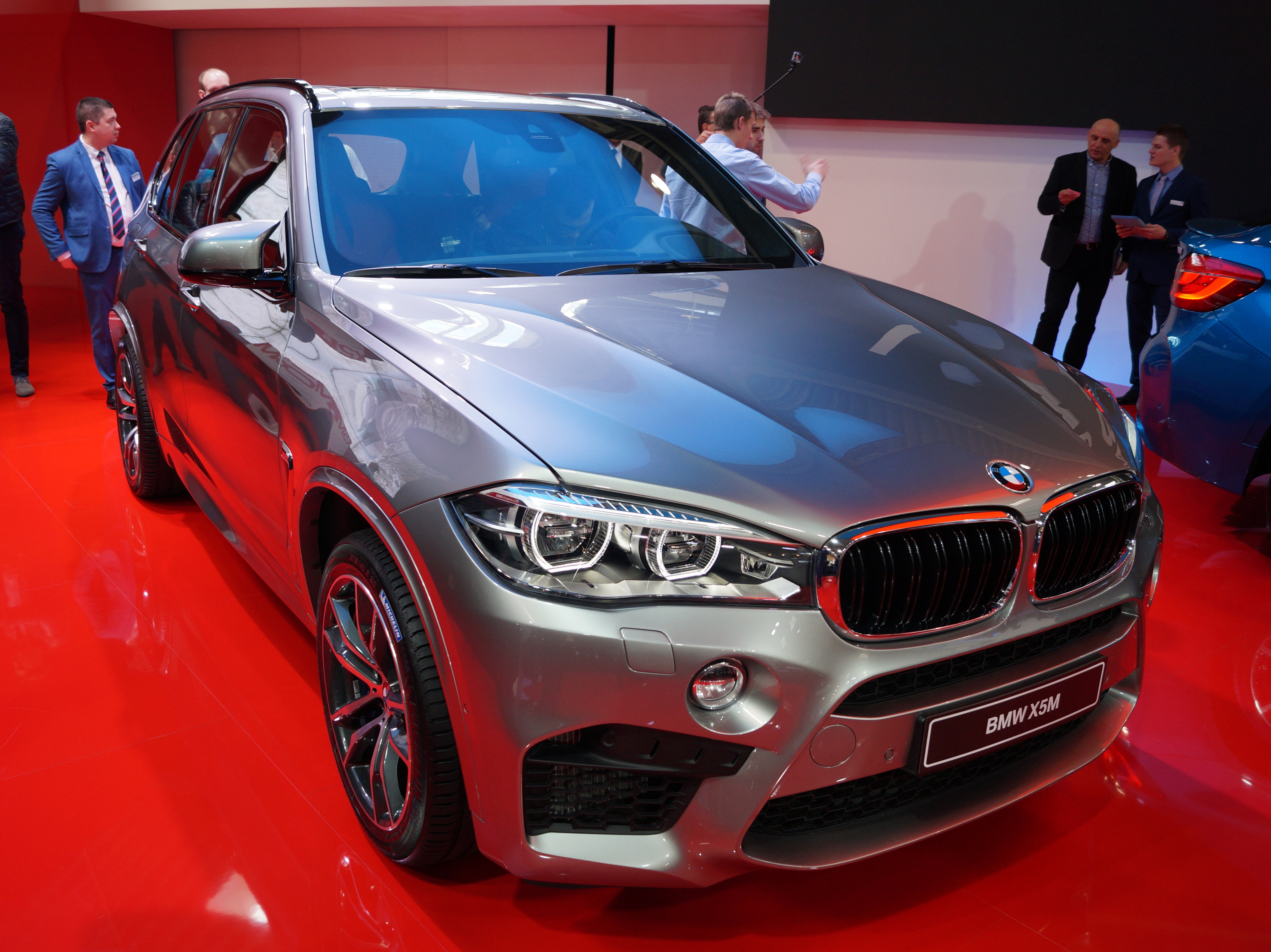
Una X5 M, top di gamma della F15.

Tra la fine del 2013 e la primavera del 2014 si ha il primo passo evolutivo nella gamma della terza generazione dell'X5: in quel periodo entrarono gradualmente in gamma alcune versioni particolarmente significative. In pratica, la gamma raddoppia con l'arrivo di altre due motorizzazioni a gasolio e un'altra a benzina. Quest'ultima è rappresentata dalla versione xDrive35i, spinta dal 3 litri turbo con potenza di 306 CV. Quanto ai diesel, si ha invece l'arrivo della xDrive40d, equipaggiata con un 3 litri a doppia sovralimentazione in grado di erogare fino a 313 CV di potenza massima. La novità più particolare è rappresentata invece dalla seconda motorizzazione diesel, un 2 litri a gasolio, anch'esso con doppia sovralimentazione e con potenza massima di 218 CV. Si tratta del primo motore a 4 cilindri montato su una X5, ma non solo: per la prima volta su una X5, tale motorizzazione può essere scelta anche con la sola trazione sull'asse posteriore.
All'inizio del 2015 viene introdotta la versione di punta che, come nella precedente gamma E70, è rappresentata dalla X5 M, equipaggiata con lo stesso motore della precedente versione, ma con potenza salita da 555 a 575 CV. Alla fine dello stesso anno si è avuto un aggiornamento specifico per il mercato italiano, vale a dire una X5 xDrive30d con motore depotenziato a 249 CV. Tale motorizzazione, che va ad affiancare la normale variante da 258 CV senza però sostituirla, è stata pensata per aggirare la sovrattassa prevista nell'ordinamento italiano  per le autovetture con oltre 250 CV di potenza massima. Contemporaneamente fa il suo debutto la prima X5 a propulsione ibrida: spinta da un 2 litri con turbocompressore twin-scroll in grado di erogare 245 CV, al quale si abbina anche un motore elettrico da 113 CV, la vettura è in grado di sprigionare una potenza massima combinata di 313 CV. Nell'estate dello stesso anno, la versione a gasolio di base vede l'arrivo di un nuovo motore, sempre da 2 litri ma con potenza di 231 CV anziché 218.
Nella tarda primavera del 2018, la terza generazione della X5 viene tolta di produzione per lasciar posto alla quarta generazione, identificata con la sigla G05 e svelata a giugno.

## Riepilogo caratteristiche
Di seguito vengono riepilogate le caratteristiche delle versioni previste per la gamma della X5 F15:
| Modello               | Motore                    | Cilindrata cm³     | Alimentazione               | Potenza CV/rpm     | Coppia Nm/rpm      | Trazione           | Cambio/ N°rapporti | Massa a vuoto (kg) | Velocità max       | Acceler. 0–100 km/h | Consumo (l/100 km) | Emissioni CO2/ (g/km) | Anni di produzione |
| Versioni a benzina    | Versioni a benzina        | Versioni a benzina | Versioni a benzina          | Versioni a benzina | Versioni a benzina | Versioni a benzina | Versioni a benzina | Versioni a benzina | Versioni a benzina | Versioni a benzina  | Versioni a benzina | Versioni a benzina    | Versioni a benzina |
| --------------------- | ------------------------- | ------------------ | --------------------------- | ------------------ | ------------------ | ------------------ | ------------------ | ------------------ | ------------------ | ------------------- | ------------------ | --------------------- | ------------------ |
| X5 xDrive35i          | N55B30                    | 2979               | Iniezione diretta turbo     | 306/5800           | 400/ 1200-5000     | I                  | A/8                | 2.030              | 235                | 6"5                 | 8,4                | 197                   | 04/2014-06/2018    |
| X5 xDrive50i          | N63B44                    | 4395               | Iniezione diretta biturbo   | 450/ 5500-6000     | 650/ 2000-4500     | I                  | A/8                | 2.175              | 250                | 5"                  | 10,5               | 242                   | 07/2013-06/2018    |
| X5 M                  | S63B44                    | 4395               | Iniezione diretta biturbo   | 575/ 6000-7000     | 680/ 1500-6000     | I                  | A/8                | 2.275              | 250                | 4"2                 | 11,1               | 258                   | 02/2015-06/2018    |
| Versioni a gasolio    |                           |                    |                             |                    |                    |                    |                    |                    |                    |                     |                    |                       |                    |
| X5 sDrive25d          | N47D20                    | 1995               | Bi-Turbodiesel common rail  | 218/4400           | 450/ 1500-2500     | P                  | A/8                | 1.995              | 220                | 8"2                 | 5,6                | 149                   | 12/2013-07/2015    |
| X5 sDrive25d          | B47D20                    | 1995               | Bi-Turbodiesel common rail  | 231/4400           | 450/ 1500-3000     | P                  | A/8                | 1.995              | 220                | 7"7                 | 5,3                | 139                   | 07/2015-06/2018    |
| X5 xDrive25d          | N47D20                    | 1995               | Bi-Turbodiesel common rail  | 218/4400           | 450/ 1500-2500     | I                  | A/8                | 2.040              | 220                | 8"2                 | 5,9                | 154                   | 12/2013-07/2015    |
| X5 xDrive25d          | B47D20                    | 1995               | Bi-Turbodiesel common rail  | 231/4400           | 450/ 1500-3000     | I                  | A/8                | 2.040              | 220                | 7"7                 | 5,3                | 139                   | 07/2015-06/2018    |
| X5 xDrive30d (249 CV) | N57D30O1                  | 2993               | Turbodiesel common rail     | 249/ -             | 560/ 1500-3000     | I                  | A/8                | 2.070              | 228                | 7"3                 | 6                  | 156                   | 12/2015-06/2018    |
| X5 xDrive30d (258 CV) | N57D30O1                  | 2993               | Turbodiesel common rail     | 258/4000           | 560/ 2000-2750     | I                  | A/8                | 2.070              | 230                | 6"9                 | 6,3                | 162                   | 07/2013-06/2018    |
| X5 xDrive40d          | N57D30T1                  | 2993               | Bi-turbodiesel common rail  | 313/4400           | 630/ 2500-1500     | I                  | A/8                | 2.110              | 236                | 5"9                 | 6,3                | 164                   | 04/2014-06/2018    |
| X5 M50d               | N57S                      | 2993               | Tri-Turbodiesel common rail | 381/ 4000-4400     | 740/ 2000-3000     | I                  | A/8                | 2.190              | 250                | 5"3                 | 6,8                | 177                   | 07/2013-06/2018    |
| Versioni ibride       |                           |                    |                             |                    |                    |                    |                    |                    |                    |                     |                    |                       |                    |
| X5 xDrive40e          | N20B20 + motore elettrico | 1997               | Turbo iniez. +batteria      | 313                | 450                | I                  | AS/8               | 2.230              | 210                | 6"8                 | 3,3                | 77                    | 08/2015-06/2018    |